# 王鴻誥
王鴻誥，雲南省臨安府蒙自縣人，清朝政治人物。進士出身。
光緒二年（1876年），參加丙子恩科會試，得貢士。殿試登進士2甲第89名。同年五月（6月3日），授內閣中書。